# Лагерный сад
Лагерный сад — парк в Кировском районе Томска, на высоком правом берегу Томи, в оползневой зоне. Площадь около 40 гектар, размер примерно 1300×300 метров.

## История
Первые поселения людей современного типа появились на месте нынешнего Лагерного сада в палеолите, 20 тысяч лет назад, на что указывают обнаруженные в 1896 году каменные орудия, угли костра и скелет мамонта. Эти находки хранятся в музеях ТГУ. Также здесь располагалось городище начала I тысячелетия до н. э., курганные могильники средневековья (~XV—XVI века) и воинов-скотоводов VII—V веков до н. э. (Оставшись не до конца исследованными учёными, все перечисленные археологические памятники уничтожены в результате хозяйственной деятельности людей). Раскопки весной 1896 года в Лагерном саду провёл профессор Николай Кащенко.
Название сада произошло в связи с размещением здесь в XVIII—XIX веках летних лагерей 39-го пехотного Томского полка (за свою историю неоднократно менявшего своё официальное наименование).
Сначала, в связи с тем, что в саду регулярно проводились военные учения, в том числе с применением огнестрельного оружия, гражданская публика на его территорию допускалась не всегда, да и желающих гулять здесь было не много, так как сад находился на значительном удалении от городских кварталов. Но затем, когда после утверждения генерального плана Томска 1883 года, город стал развиваться южном направлении, рядом с Лагерным садом стали появляться гражданские постройки и дома горожан, и к концу XIX века сад стал популярным местом прогулок и организованных народных гуляний (в том числе — с участием военного духового оркестра и масштабными театральными постановками, в которых, зачастую, было задействовано и речное пространство Томи, как, например, в инсценировке на сюжет «Понизовой вольницы» Василия Гончарова, неоднократно представленной на суд зрителей в Лагерном саду в начале XX века).
В восточной части нынешней территории Лагерного сада до середины 1950-х годов располагались военные склады, после их ликвидации на этом месте посадили деревья. Посадки в саду совершали также почётные гости Томска, в частности, академик А. П. Александров (1985).
Летом 2010 года на Нижней террасе Лагерного сада обустроена концертная площадка.

В 2018 году была обустроена Нижняя терраса: высадили 550 спирей, склоны укрепили георешёткой и установили амфитеатр на 3 тысячи мест.
«Эту территорию комплексно благоустроили всего за полтора месяца… В результате получилась комфортная многофункциональная площадка, где можно проводить культурно-массовые мероприятия, заниматься спортом, гулять всей семьёй»
- цитирует пресс-служба слова мэра Томска Ивана Кляйна. Однако набережная все равно находится в частично разрушенном и запущенном состоянии.
В преддверии 75-летнего юбилея Победы, в 2019 году начались ремонтные работы на Верхней террасе: реставрация памятника, ступеней, дорожек, склонов кургана; установка гранитных бордюров и высадка деревьев.

## Геология

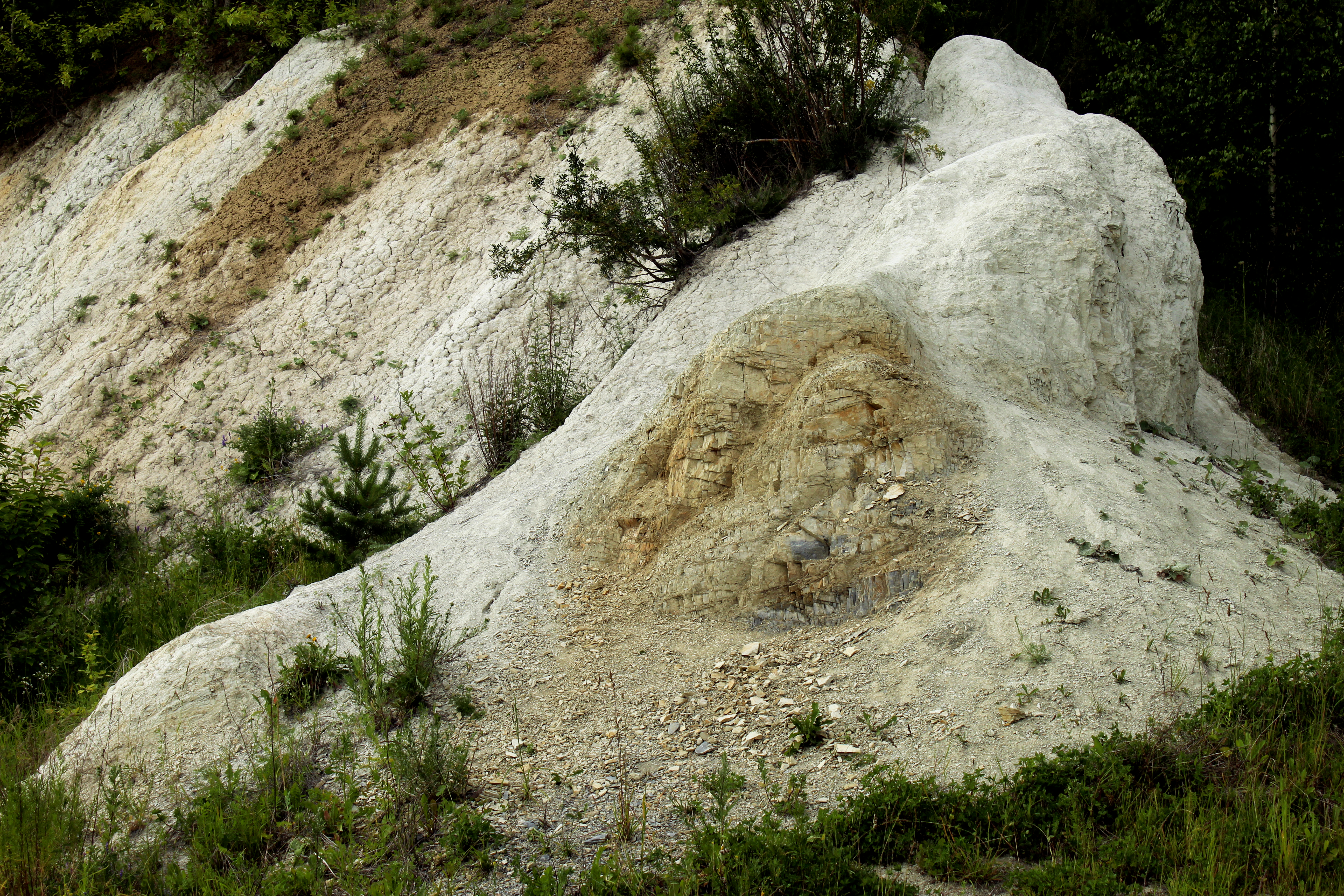
Геологические обнажения и растительность

У подножия берегового склона Лагерного сада находится государственный памятник природы «Классические геологические обнажения под Лагерным садом на правом берегу реки Томи» с сохранившимися древними отпечатками морской фауны (300—360 миллионов лет) и сухопутной флоры (23—65 миллионов лет).

## Современная фауна

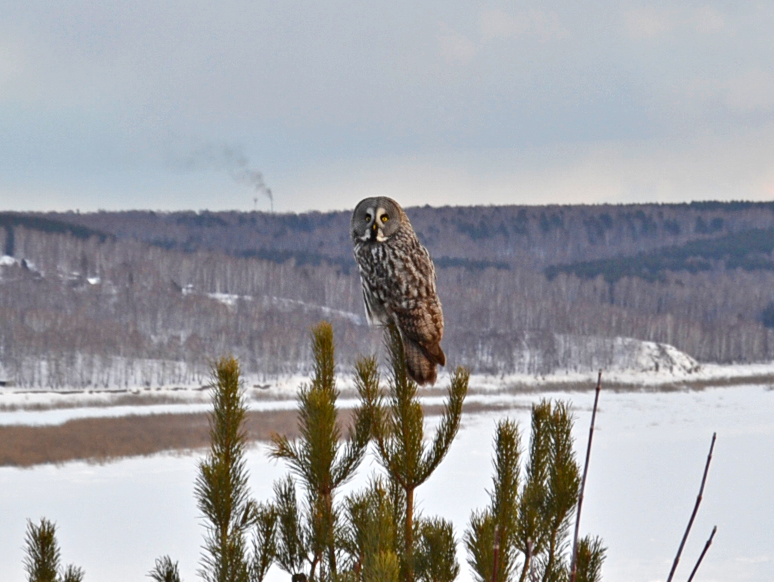
Бородатая неясыть на макушке сосны

В Лагерном саду сохранилась многочисленная естественная популяция белок, обитают мелкие грызуны.
Здесь водится множество видов птиц: трясогузки (белая и жёлтая), воробьи, большие пёстрые дятлы, сибирский черноголовый чекан, чайки (сизая, озёрная), северная бормотушка, черные коршуны, вороны, сороки, снегири, поползни, славки, гаички и разные виды синиц, дроздов (рябинник, певчий); замечены бородатая и длиннохвостая неясыти. На террасах берегового склона водятся прыткие и живородящие ящерицы.

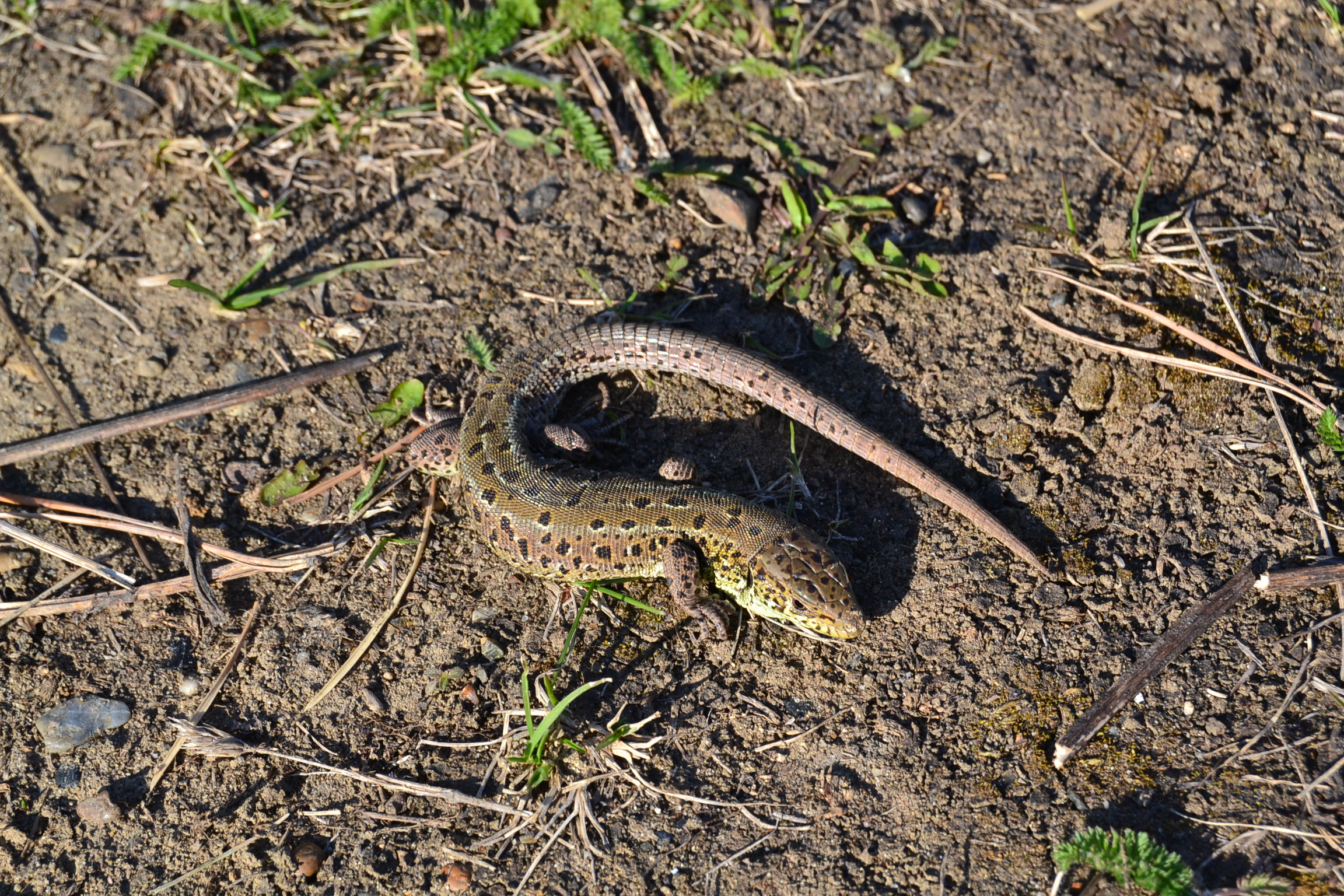
Прыткая ящерица в Лагерном саду.

## Водозаборная станция
В 1899 году, после многолетних споров, окончательно было принято решение о строительстве в Томске городского водопровода, с забором воды для него из Томи. Место для строительства водозаборной станции было отведено в районе Лагерного сада, недалеко от берега Томи и, по некоторым данным, площадку под будущую стройку начали выравнивать уже в конце XIX века. Однако, по предварительным подсчётам, для строительства системы водопровода требовалось выделение суммы в 570 тысяч рублей (в ходе строительства стоимость значительно возросла), сопоставимой со всем размером годового бюджета Томска тех лет, и поэтому полностью самостоятельно оплатить эту «стройку века» город не мог, по причине чего император Николай II разрешил томским властям провести водопроводный заём. Был объявлен конкурс на право строительства томского водопровода, в котором приняли участие около десяти претендентов. По условиям конкурса обычная мощность водопровода должна была составить не менее 300 вёдер в день, а в случае возникновения в городе крупного пожара он должен был быть способен дополнительно прокачать ещё не менее 36 тысяч вёдер. Победу в конкурсе одержало «Общество механических заводов братьев Бромлей», договор с которым городские власти подписали 25 июля (7 августа) 1903 года, а осенью того же года общество Бромлеев приступило к работам по строительству фильтровальной станции, укомплектованной американским оборудованием. В апреле 1904 года началось строительство машинного отделения и водонапорной башни. Во второй половине 1904 года началась прокладка трубопровода. 31 марта (13 апреля) 1905 года в газете «Сибирская жизнь» П. Иванов, по поручению городской управы Томска, опубликовал объявление о начале пробного отпуска питьевой воды из одиннадцати водопроводных будок (к 1917 году их число достигло пятнадцати), который в течение первого месяца будет производиться бесплатно (в дальнейшем стоимость воды составляла 15 копеек за 100 литров). Одновременно с этим сообщалось о закрытии большинства городских колодцев и запрете забора воды для питьевых нужд из реки Ушайки «отъ Гусевскаго взвоза до устья ея». Эта дата по традиции считается днём рождения томского водопровода. Официально городской водопровод Томска принят в эксплуатацию в марте 1906 года, но фирма Бромлеев взяла на себя, говоря современным языком, гарантийные обязательства сроком на три года, в соответствии с которыми устраняла на водопроводных сетях Томска выявляемые в ходе их работы недочёты и неполадки до конца 1908 года, после чего покинула город, перед этим подарив ему построенный за счёт собственных средств фонтан в Городском саду. Однако, руководитель строительства А. Ф. Громов решил остаться в Томске на постоянное жительство. На его средства в городе в дальнейшем было построено несколько зданий в числе которых электротеатр (кинотеатр) «Новый» (ныне — Театр юного зрителя. См.
Переулок Нахановича) и баня на Александровской улице (ныне — улица Герцена). Ещё одна баня, известная под названием «Громовская», достроена уже после смерти Громова его вдовой.
Впервые томский водопровод планировали реконструировать в 1920-х годах, но работы тогда так и не начались. В экстренном порядке работы проводились в годы Великой Отечественной войны, а в 1946 году приступили к плановой модернизации сетей.
В конце 1960-х годов из-за большого количества стоков с промышленных предприятий Кемеровской области качество речной воды, даже после фильтрации и хлорирования, перестало соответствовать питьевым стандартам и в апреле 1972, распоряжением Совета Министров СССР, для снабжения жителей Томска чистой водой, было принято решении о строительстве водозабора из подземных источников на противоположнном, левом, берегу Томи, в районе Тимирязевского, первая очередь которого была пущена в 1973—1974 годах, после этого он стал поставлять артезианскую воду на «Бромлеевский» водозабор, где она смешивалась с очищенной речной водой и уже в таком виде поставлялась в город. В 1975 году приступили к прокладке отдельной системы водопровода для снабжения водой предприятий Томска, строительство которой было закончено в 1980 году. В 1985 году запущена в работу вторая очередь подземного водозабора и вскоре воду из реки для питьевых нужд использовать перестали, а речной водозабор перешёл в разряд насосно-фильтровальной станции, поставляющей воду для нужд промышленности и горячего водоснабжения части городских домов.
Летом 2017 года одно из старинных зданий на территории станции, постройки 1904 года, отреставрировали с применением кирпичей, изготовленных в конце XIX—начале XX века. В дальнейшем в этом здании планируется разместить музей, экспонатами которого станут канализационные люки, запорная арматура, насосы и другое оборудование, в разное время служившее на нужды томского водопровода.

## Мемориальный комплекс
Центральная аллея парка представляет собой мемориальный комплекс с памятником воинам-томичам, погибшим в годы Великой Отечественной войны, сооружённым в соответствии с Постановлением Совета Министров РСФСР от 30 июля 1974 года и принятым в эксплуатацию государственной комиссией 7 сентября 1979 года (торжественное открытие состоялось два дня спустя). Проект памятника, состоящего из скульптурной композиции в виде Родины-матери, вручающей оружие Сыну, у подножия которой горит вечный огонь, был разработан группой авторов, в которую вошли: скульптор О. Кирюхин, художник А. Щербаков, архитекторы Г. Захаров и Н. Яковлев. Скульптурную композицию памятника изготовили на Мытищинском экспериментальном заводе художественного литья имени Е. Б. Белашевой. Начиная с 1995 года возле памятника сооружено около 15 стел с именами томичей, погибших в ходе сражений Великой Отечественной войны. Ежегодно 9 мая здесь проводится церемония возложения цветов по случаю Дня Победы. До 2015 года, включительно, в этот же день здесь проводился и традиционный праздничный митинг, который, начиная с 2016 года, стал проходить на Новособорной площади.

## Укрепление берегового склона
Рельеф берегового склона Лагерного сада, с течением времени, неоднократно менял свои очертания. Происходило это как в результате природных факторов (постепенное естественное изменение русла Томи, обилие ручьёв и родников, дождевой водосток, талая вода, наличие песчаной прослойки, зажатой между глиной и горными породами и других), так и в результате деятельности людей (строительства прибрежных объектов, в частности: городского водозабора на рубеже XIX—XX веков, во время которого был срыт прибрежный мыс остроугольной формы, подъездов к мосту через Томь в начале 1970-х годов, а также добычи глины для производства строительных материалов и гончарных изделий). Следствием вышеперечисленных обстоятельств являлось появление оврагов и оползней, количество и площадь которых год от года увеличивались.
В 1980-х годах проблема обрушения берегового склона обострилась настолько, что из-за обводнения песчаного слоя мог сползти в реку мемориал, и компетентными органами было принято решение о строительстве под территорией сада водоотводной штольни, к строительству которой в 1991 году приступило предприятие «Мособлшахтстрой» (Москва). Силами его работников, на глубине около 60 метров от поверхности Земли, было прорыто около 700 метров будущего гидросооружения, но в 2007 году, ввиду отсутствия финансирования, работы по строительству штольни прекратились.
В 2010 году землепроходческие работы были продолжены силами предприятия «Тракт» из Кемеровской области.
Итог работ — появление водоотводной штольни имеющей два, идущих от берегового склона в разных направлениях, «крыла»: западного, длиной 539 метров — в направлении мемориала (достроено в 2000 году), и восточного, длиной 1281 метр (первый участок достроен в 2004 году, второй — в 2010 году) — в направлении стадиона «Политехник» (он же — «Буревестник»), расположенного в районе Южной площади. Вода с поверхности поступает в штольню через специальные фильтровальные каналы. Функцию поверхностного водоотведения также выполняют проложенные по террасам
склона многочисленные прогулочные дорожки и расположенные вдоль них жёлобы. По специальным трубам поверхностные и грунтовые воды выводятся в Томь. Общая площадь подземного объекта около 6000 квадратных метров.
После постройки штольни, её обслуживание городскими властями формально было возложено на предприятие «Инженерная защита сооружений», но, из-за недостатка в бюджете средств на обслуживание, оно фактически не проводилось.
Комиссия, посетившая штольню через несколько лет после окончания строительства, обнаружила что железобетонная крепь штольни имеет неудовлетворительное техническое состояние, а именно: трещины, раковины и поры в межрамном пространстве. Для устранения этих недостатков, в августе 2017 года, администрацией Томска объявлен аукцион по поиску подрядчика для производства ремонтных работ, которые по плану должны быть завершены к 10 октября 2017 года.

## В художественной литературе
- В Лагерном саду происходит действие новеллы «Июль» из повести «Жизнь как год» (1982) писателя-фантаста Виктора Колупаева. Ранее (1977) эта новелла выходила как самостоятельный рассказ под названием «Лагерный сад».[22].

## Галерея

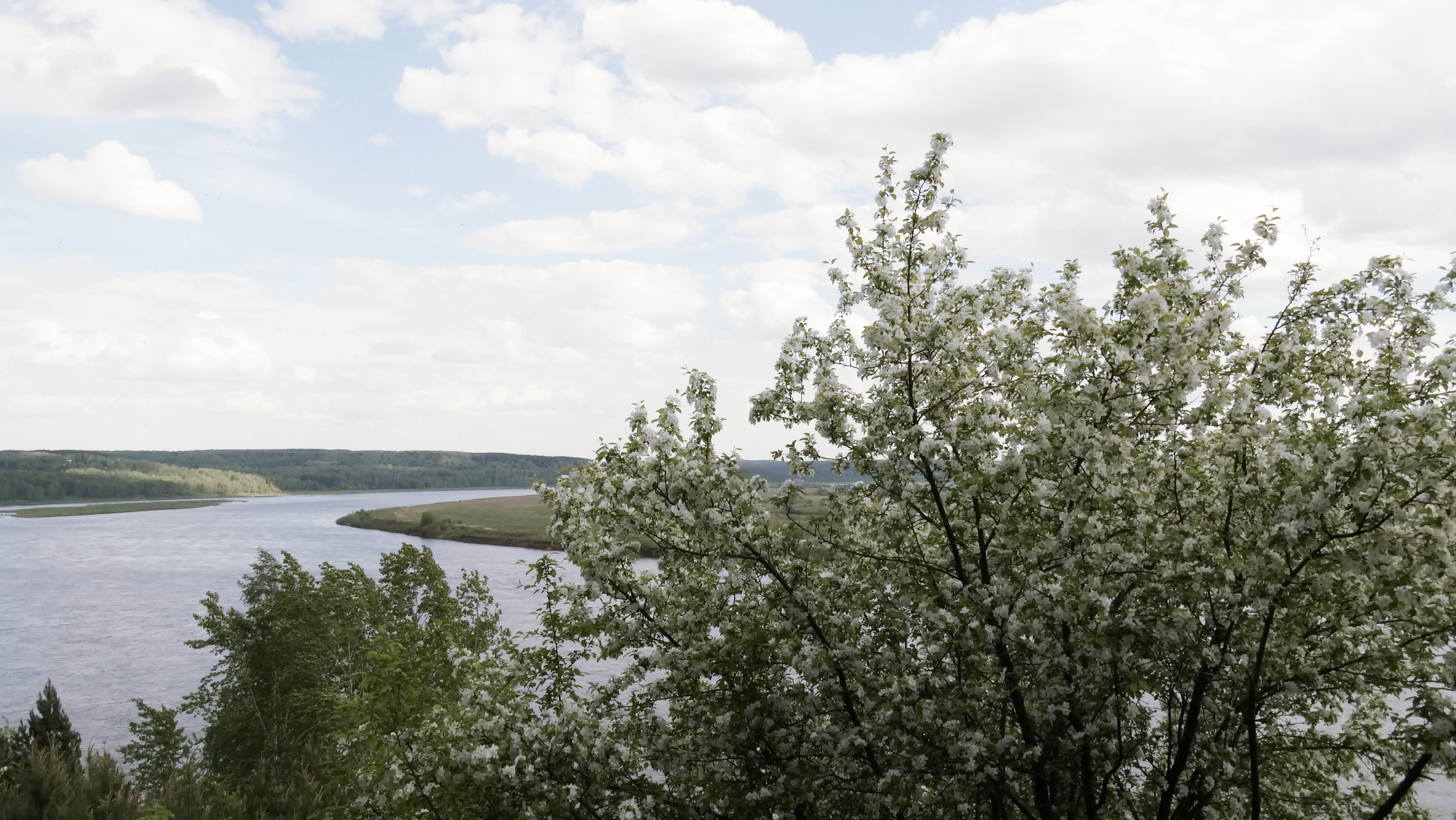
Весна
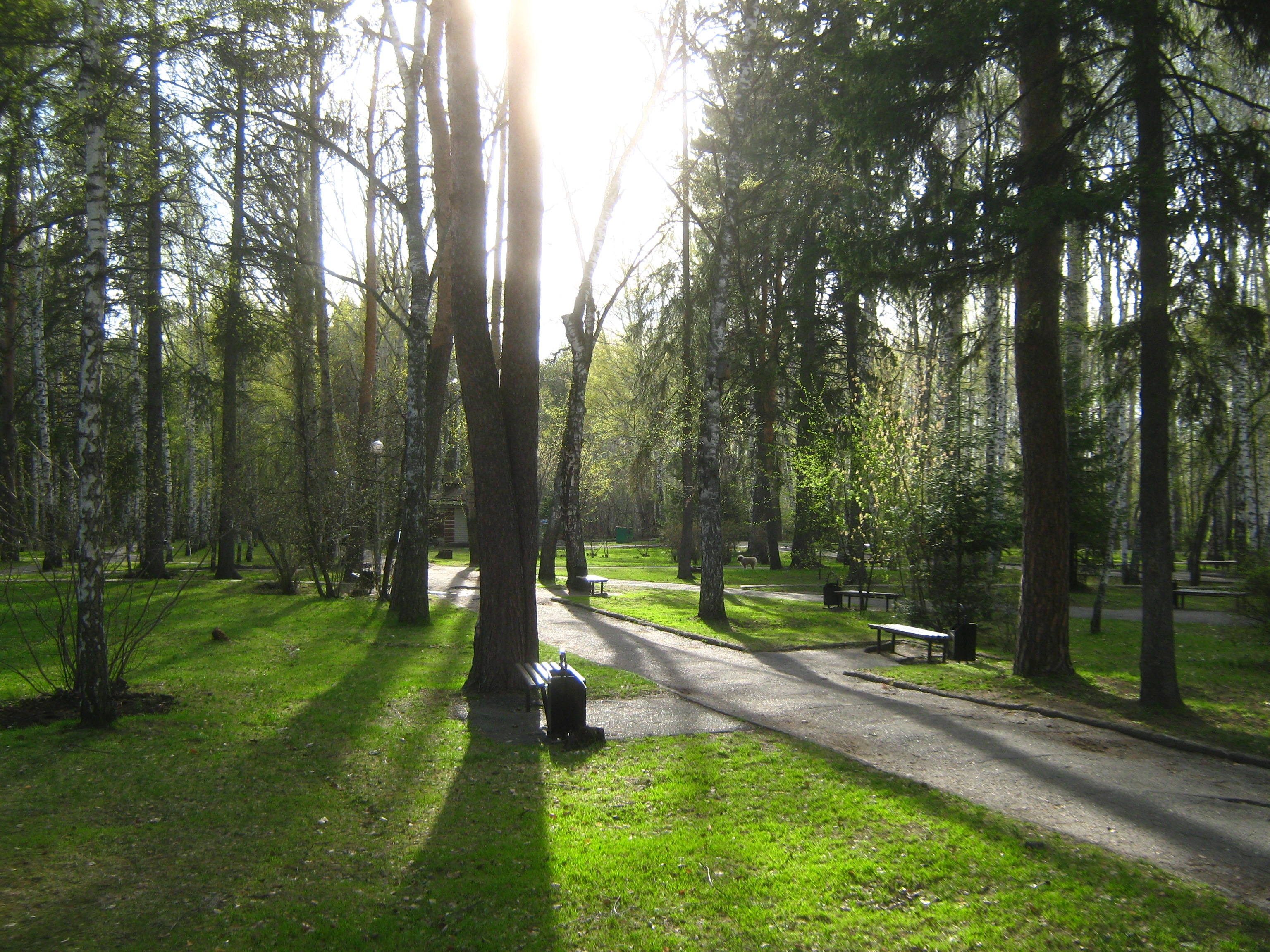
Лето
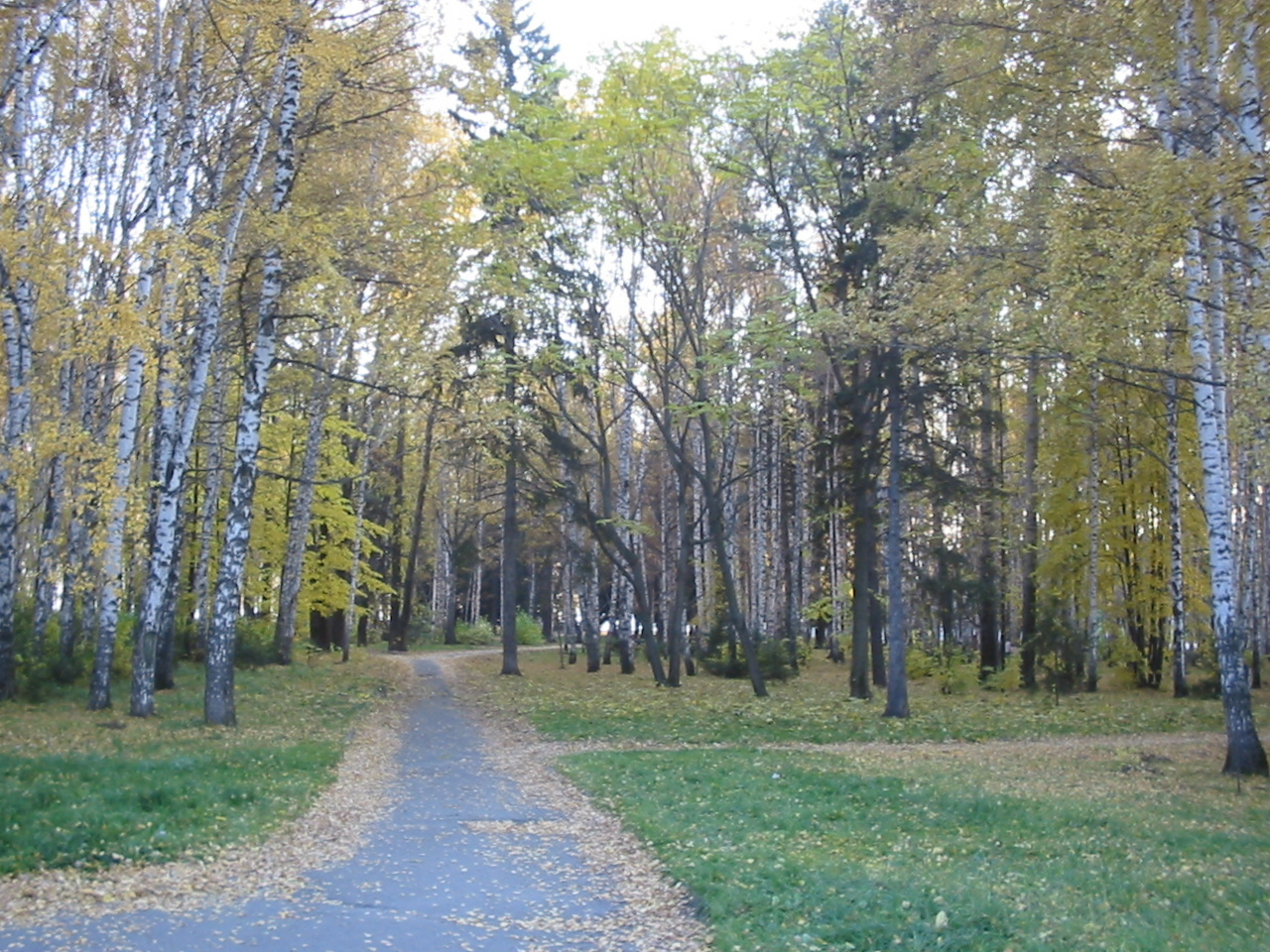
Осень
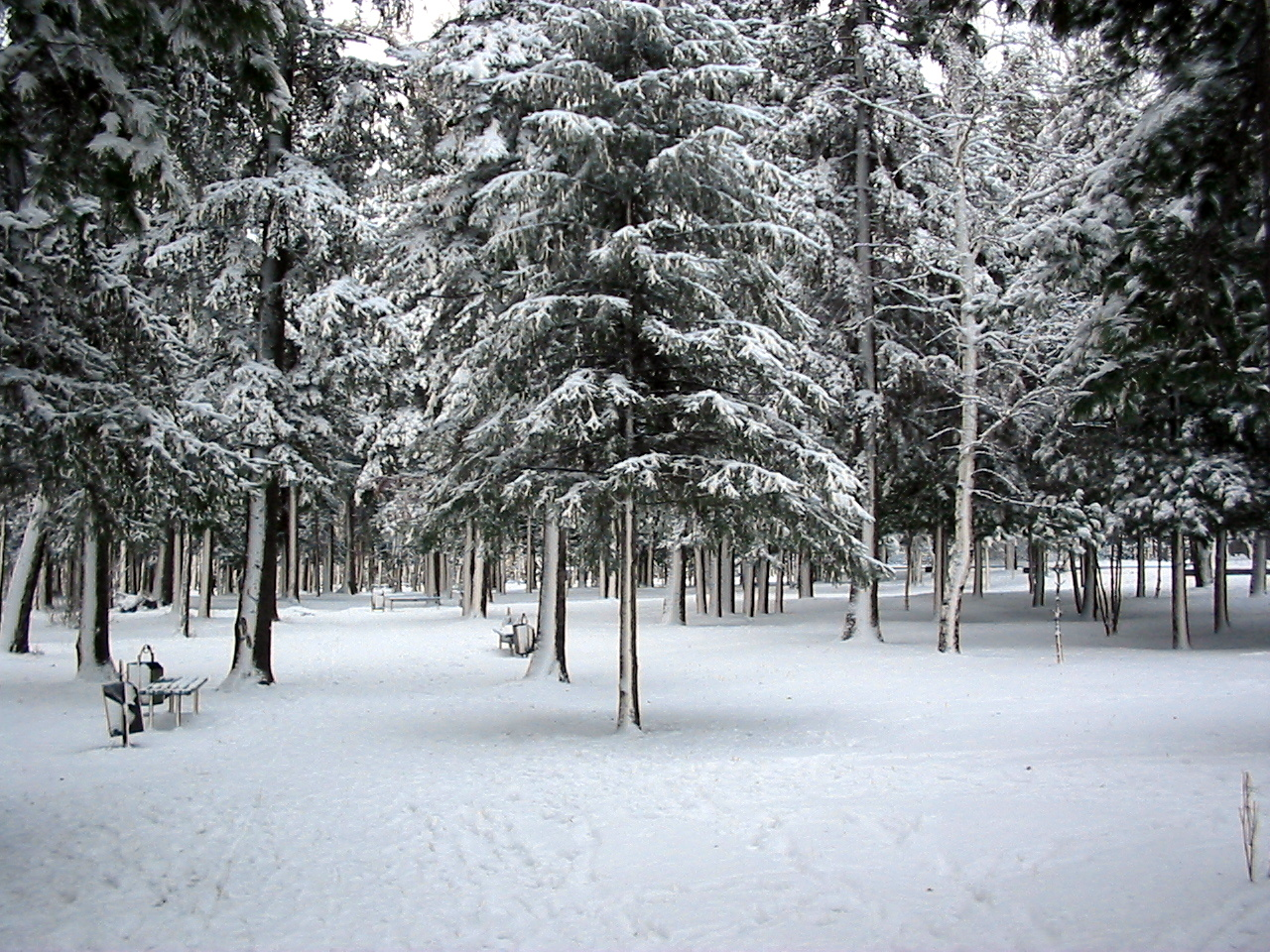
Зима
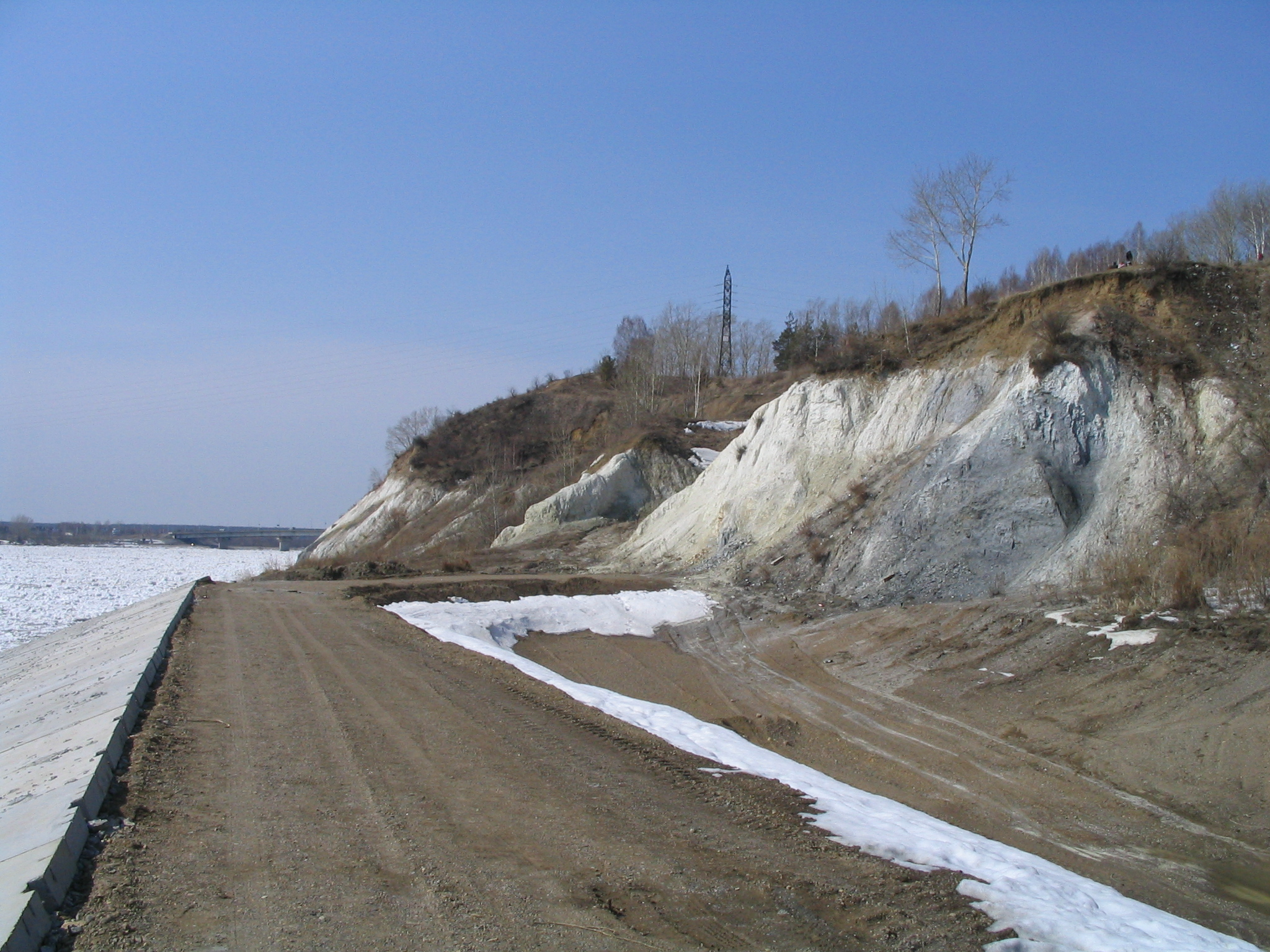
Утёсы в парке
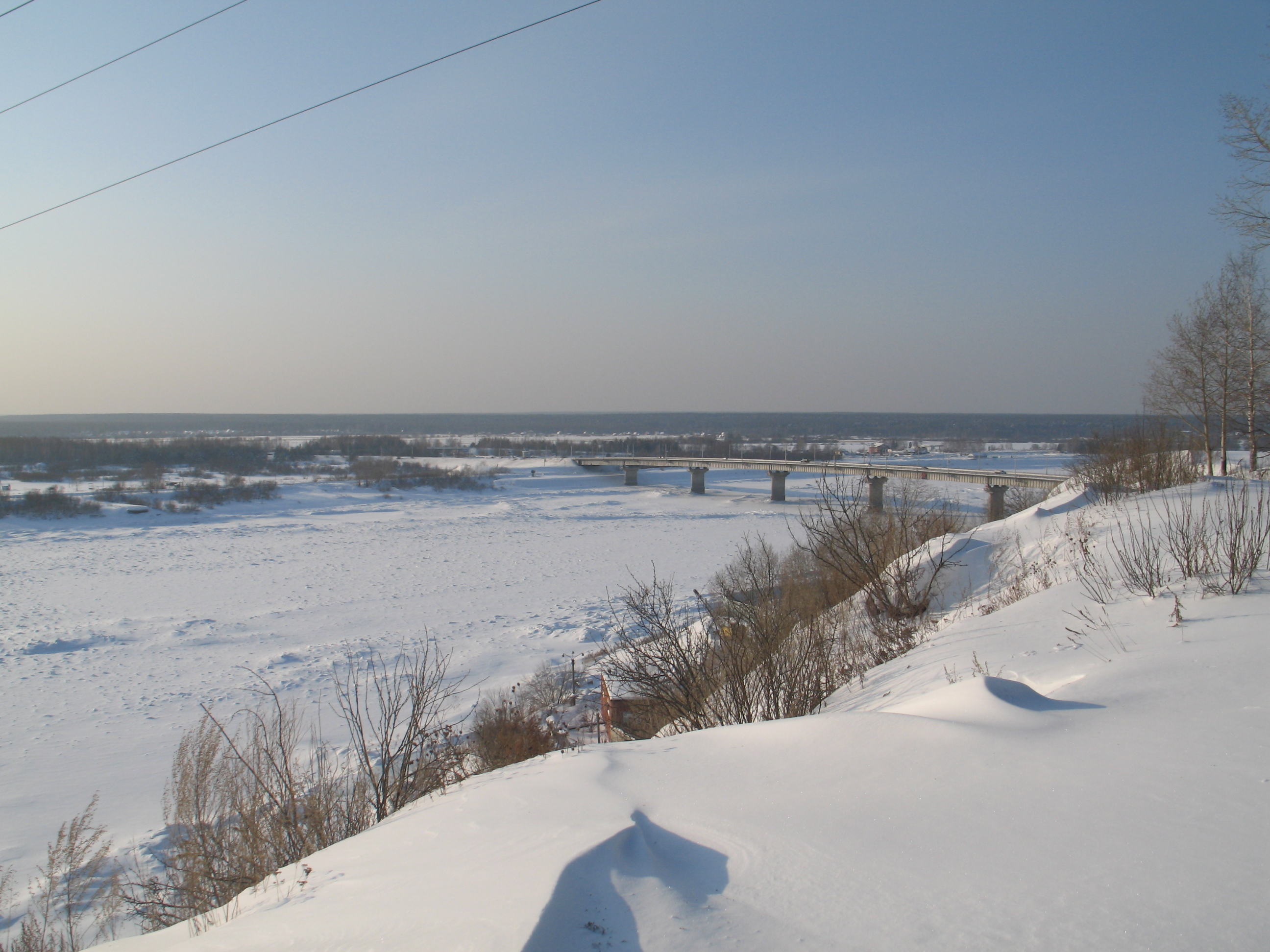
Мост через Томь
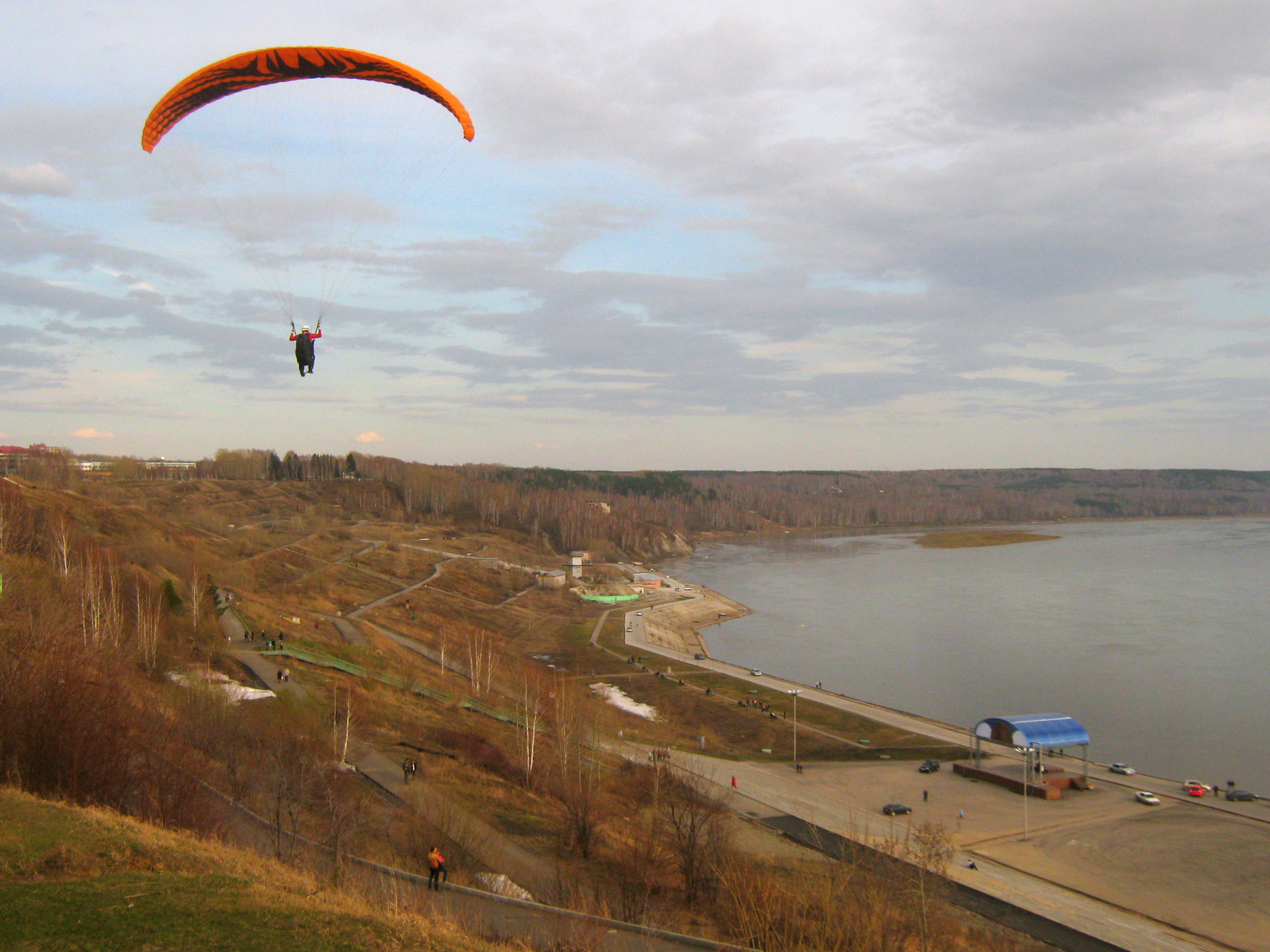
Парапланерист
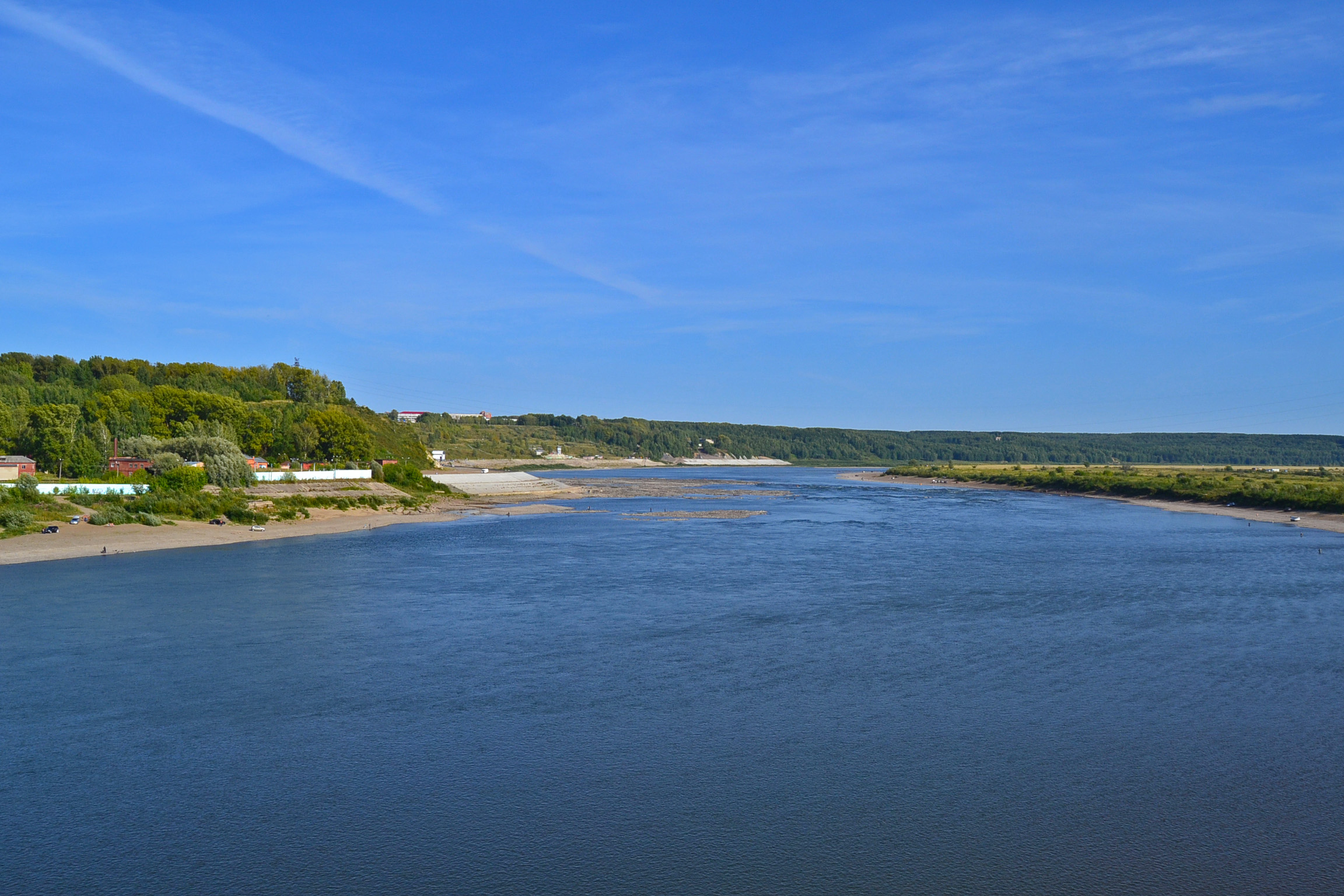
Вид с моста
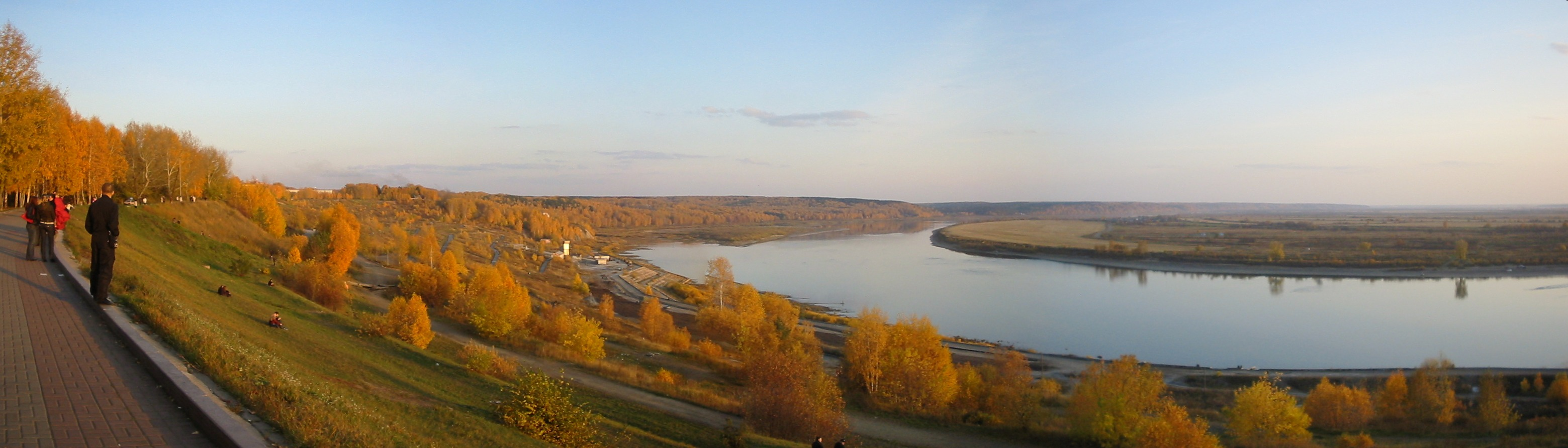
Осень
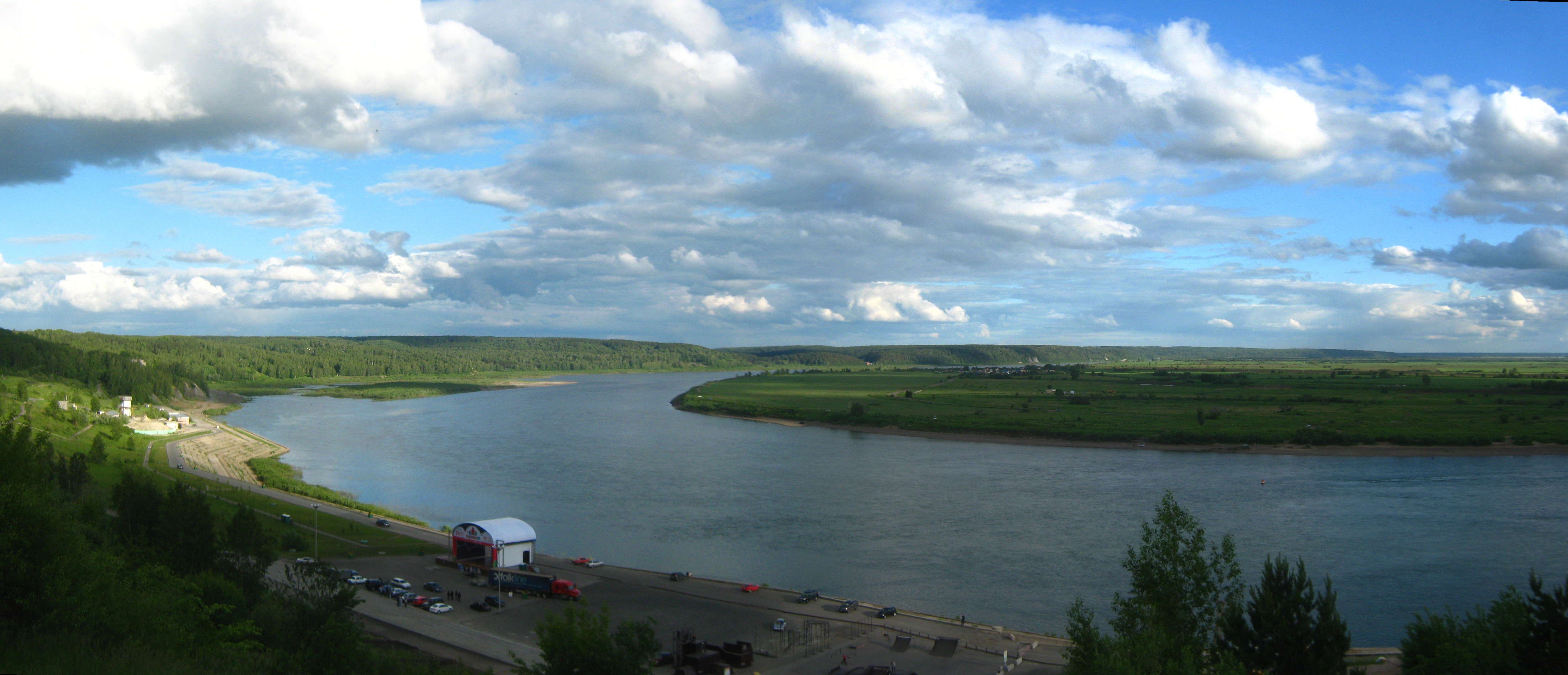
Лето